# Hradec Králové (região)
Hradec Králové (tcheco: Královéhradecký kraj) é uma região da República Checa. Sua capital é a cidade de Hradec Králové.

## Distritos
A região de Hradec Králové está dividida em 5 distritos:
|  |  | - Hradec Králové - Jičín - Náchod - Rychnov nad Kněžnou - Trutnov |